# Абрамовка (Лоевский район)
Абра́мовка (бел. Абрамаўка) — деревня в Ручаёвском сельсовете Лоевского района Гомельской области Белоруссии.
На востоке граничит с лесом.

## География

### Расположение
В 19 км на юго-запад от Лоева, 79 км от железнодорожной станции Речица (на линии Гомель — Калинковичи), 103 км от Гомеля.

### Гидрография
На западе мелиоративный канал.

## Транспортная сеть
Рядом автодорога Брагин — Лоев. Планировка состоит из короткой прямолинейной меридиональной улицы. Застройка деревянная, усадебного типа.

## История
По письменным источникам известна с XVIII века. В 1816 году хутор в Новиковской экономии Гомельского поместья графа П. А. Румянцева-Задунайского. Согласно переписи 1897 года в Ручаёвской волости Гомельского уезда Могилёвской губернии. Рядом находились фольварки Михнево и Самуленки.
В 1926 году в Борщёвском сельсовете Дятловского района Гомельского округа. Действовал почтовый пункт. 60 % жителей составляли польские семьи. В 1930 году организован колхоз «Полесская правда», работала кузница. Во время Великой Отечественной войны в 1943 году оккупанты сожгли 14 дворов. Согласно переписи 1959 года в составе совхоза «Заря» (центр — деревня Ручаёвка).

## Население

### Численность
- 2014 год — 8 жителей.

### Динамика
- 1788 год — жителя.
- 1795 год — жителя.
- 1816 год — 4 двора, 19 жителей.
- 1897 год — 5 дворов, 32 жителя (согласно переписи).
- 1908 год — 40 жителей.
- 1926 год — 36 дворов, 224 жителя.
- 1959 год — 65 жителей (согласно переписи).
- 1999 год — 18 хозяйств, 33 жителя.
- 2014 год — 8 жителей.